# George Hunter
George Hunter est un boxeur sud-africain né le 22 juillet 1927 à Brakpan et mort le 14 décembre 2004.

## Carrière
Il devient champion olympique aux Jeux de Londres en 1948 dans la catégorie mi lourds après sa victoire aux points contre le britannique Don Scott. Hunter passe professionnel la même année et remporte le titre de champion d'Afrique du Sud des mi-lourds en 1949 aux dépens de Fred Vorster. Contrairement à sa carrière amateur, il ne parviendra pas à s'imposer au niveau international et raccrochera les gants en 1954 sur un bilan de 13 victoires et 6 défaites.

## Parcours auxJeux olympiques
Jeux olympiques d'été de 1948 à Londres (poids mi-lourds) :
- Bat Ray Edwards (Jamaïque) aux points
- Bat Chuck Spieser (États-Unis) aux points
- Bat Harri Siljander (Finlande) aux points
- Bat Mauro Cia (Argentine) aux points
- Bat Don Scott (Grande-Bretagne) aux points